# Стеркоу, Фредерик Уилфорд
Фредерик Уилфорд Стеркоу (англ. Frederick Wilford Sturckow; род. 11 августа 1961, Ла-Меса, Калифорния, США) — американский астронавт. Совершил четыре космических полёта общей продолжительностью 51 сутки 9 часов 36 минут.

## Образование
- 1978 — окончил среднюю школу (англ. Grossmont High School) в городе Ла-Меса.
- 1984 — окончив Политехнический университет штата Калифорния в городе Сан-Луис-Обиспо (англ. California Polytechnic State University) получил степень бакалавра наук в области машиностроения.

## Военная служба
- в 1984 поступает служить в Корпус морской пехоты США.
- в 1987 — пройдя лётную подготовку, назначается в 125-ю истребительно-штурмовую авиаэскадрилью.
- с 1987 по 1991 гг. служил на американских военных базах в Японии, Южной Кореи, на Филиппинах и в Бахрейне.
- в 1991 принимал участие в операции «Буря в пустыне». Выполнил 41 боевой вылет на истребители F/A-18.
- в 1992-93 гг. — проходил подготовку в Школе лётчиков-испытателей ВВС США (англ. U.S. Air Force Test Pilot School) на авиабазе Эдвардс (англ. Edwards AFB), штат Калифорния.
- в 1993 переведён в Центр боевого применения ВМС США в Пэтьюксент-Ривер (англ. Naval Air Station Patuxent River), где служил в должности пилота проекта самолёта F/A-18.

## Космическая подготовка
- 8 декабря 1994 года был зачислен кандидатом в 15-й отряд астронавтов НАСА.
- в июне 1996 года после прохождения курса общекосмической подготовки Фредерику Уилфорду Стеркоу была присвоена квалификация пилота шаттла.

## Космические полёты
- 4 по 15 декабря 1998 — Фредерик Уилфорд Стеркоу в качестве пилота совершил орбитальный космический полёт на шаттле Индевор. Основной задачей полёта была доставка на орбиту американского модуля «Юнити» (Unity) с двумя стыковочными переходниками и пристыковка модуля «Юнити» к уже находящемуся в космосе российскому модулю «Заря». Задача полёта была успешно выполнена. Полёт продолжался 11 суток 19 часов 18 минут 47 секунд.
- 10 по 22 августа 2001 — Фредерик Уилфорд Стеркоу в качестве пилота совершил орбитальный космический полёт на шаттле Дискавери. Основной целью полёта было снабжение МКС. Полёт продолжался 11 суток 21 час 13 минут 52 секунды.
- 8 по 22 июня 2007 — Фредерик Уилфорд Стеркоу в качестве командира корабля совершил орбитальный космический полёт на шаттле Атлантис. Основной целью полёта было продолжение строительства Международной космической станции и частичная замена экипажа МКС. Полёт продолжался 13 суток 20 часов 12 минут 44 секунды.
- с 29 августа по 11 сентября 2009 года в качестве командира экипажа участвовал в полёте «Дискавери» по программе STS-128.
- 13 декабря 2018 года вместе с Марком Полом «Форджером» Стакки совершил полёт на космоплане VSS Unity класса SpaceShipTwo и достиг высоты 82,7 км, поднявшись выше границы космического пространства по версии ВВС США (80,45 км)[1].
- 22 мая 2021 года вместе с Дэвидом Маккеем совершил полёт на космоплане VSS Unity класса SpaceShipTwo и достиг высоты 89,2 км[2].

## Личная жизнь
Состоит в браке, двое детей. Увлечения: полёты и физкультура.